# アンデル・ミランベル
アンデル・ミランベル・ビニャス（Ander Mirambell Viñas、1983年2月17日 - ）は、スペイン・カタルーニャ州バルセロナ県カレーリャ出身のスケルトン選手。総合スポーツクラブのRCDエスパニョール所属。

## 経歴
地中海沿岸にあるカタルーニャ州バルセロナ県カレーリャ出身。ミランベルはスペインで初めてスケルトン競技を行った人物である。2010年にカナダのバンクーバーで開催されたバンクーバーオリンピックでは24位となった。2010年11月にはカナダのウィスラー・スライディングセンターで開催されたワールドカップで自身最高位の14位となった。2013年の世界選手権では自身最高位の22位となった。2014年にロシアのソチで開催されたソチオリンピックでは26位となった。2018年に韓国の平昌で開催された平昌オリンピックでは23位となった。
2014年には自伝『Rompiendo el hielo』を刊行した。

## 成績

### オリンピック
| 年   | 日付          | 場所         | 種目           | 順位 |
| ---- | ------------- | ------------ | -------------- | ---- |
| 2010 | 2010年2月19日 | バンクーバー | 男子スケルトン | 24位 |
| 2014 | 2014年2月15日 | ソチ         | 男子スケルトン | 26位 |
| 2018 | 2018年2月17日 | 平昌         | 男子スケルトン | 23位 |

### ワールドカップ
| 年   | 場所             | 種目           | 順位 |
| ---- | ---------------- | -------------- | ---- |
| 2008 | アルテンベルク   | 男子スケルトン | 27位 |
| 2009 | レークプラシッド | 男子スケルトン | 27位 |
| 2011 | ケーニヒショッセ | 男子スケルトン | 26位 |
| 2012 | レークプラシッド | 男子スケルトン | 25位 |
| 2013 | サンモリッツ     | 男子スケルトン | 22位 |
| 2015 | ヴィンターベルグ | 男子スケルトン | 30位 |
| 2016 | イグルス         | 男子スケルトン | 27位 |
| 2017 | ケーニヒショッセ | 男子スケルトン | 20位 |